# Robert H. Burris
Robert H. Burris (Brookings, 13 de abril de 1914 – 11 de maio de 2010) foi um professor do Departamento de Bioquímica da Universidade do Wisconsin-Madison. Em 1961, foi eleito para a Academia Nacional de Ciências. As pequisas de Burris se centravam nos mecanismos de reação de enzimas, tendo ele contribuído significantemente para a compreensão da fixação de nitrogênio.